# Józef Rurawski
Józef Zygmunt Rurawski (ur. 8 września 1930 w Warszawie, zm. 30 września 2023 w Kielcach) – filolog polski, historyk literatury, profesor nauk humanistycznych.

## Życiorys
Był członkiem Szarych Szeregów i uczestniczył w powstaniu warszawskim. Po jego zakończeniu przeszedł przez obóz i został zesłany na roboty przymusowe, najpierw w gospodarstwie rolnym, potem w fabryce w Bystrzycy Śląskiej. Po powrocie do Warszawy uczęszczał do gimnazjum przy ul. Wawelskiej, gdzie zdał egzamin dojrzałości w 1949 roku. W 1954 ukończył studia na Uniwersytecie Warszawskim. Doktoryzował się w 1960, natomiast stopień doktora habilitowanego uzyskał w 1977 roku w Wyższej Szkole Pedagogicznej w Krakowie. W 1989 roku otrzymał tytuł naukowy profesora nauk humanistycznych. 
Od 1951 do 1970 roku pracował jako asystent na Uniwersytecie Warszawskim. W latach 1972–1980 zatrudniony był w Instytucie Kształcenia Nauczycieli w Warszawie. W 1980 roku podjął pracę w Wyższej Szkole Pedagogicznej w Kielcach, przekształconej następnie w Akademię Świętokrzyską. Początkowo objął stanowisko docenta, a później profesora nadzwyczajnego i profesora zwyczajnego (1995). W latach 1984–1990 był prodziekanem Wydziału Humanistycznego, natomiast od 1990 do 1996 roku pełnił funkcję jego dziekana. Nadto odbył dwa staże zagraniczne. Najpierw prowadził wykłady na Uniwersytecie Pekińskim (1956–1957), a później na Uniwersytecie w Lipsku (1966–1970).
Uczeń Wacława Borowego, Juliana Krzyżanowskiego i Kazimierza Wyki. Specjalizował się w literaturze XX wieku. Opublikował ponad 250 rozpraw i esejów. Jest autorem ok. stu haseł w Encyklopedii Warszawy. Współpracował z Polskim Radiem, realizując od 1964 r. ponad 500 audycji popularyzatorskich. W latach 1977–1985 głosił cotygodniowe wykłady w Telewizyjnym Technikum Rolniczym.

## Odznaczenia
- Krzyż Partyzancki (1946)
- Krzyż Armii Krajowej (1955)
- Złoty Krzyż Zasługi (1976)
- Medal Komisji Edukacji Narodowej (1978)
- Krzyż „Za Zasługi dla ZHP” z Mieczami (1983)
- Krzyż Kawalerski Orderu Odrodzenia Polski (1984)
- Medal za Warszawę 1939–1945 (1995)

## Wybrane publikacje
- Halina Górska, Warszawa 1968
- Władysław Reymont, Warszawa 1977
- Tadeusz Dołęga-Mostowicz, Warszawa 1987
- Gabriela Zapolska, wyd. 2, Warszawa 1987
- „Myśmy gorycz zmienili na wino”. Motyw alkoholu we współczesnej prozie polskiej, Warszawa 1994
- Nie tylko o literaturze... Felietony, eseje, rozprawy, Piotrków Trybunalski 1998
- Władysława Reymonta droga do Nobla, Kielce 2000
- Wódko, wódeczko... Motyw alkoholu we współczesnej prozie polskiej, Kielce 2001